# Eurhinodelphis
Eurhinodelphis es un género extinto de cetáceo del Mioceno. Sus fósiles se han encontrado en Francia, Bélgica y en estado de Maryland, en los Estados Unidos. Su compleja estructura auditiva le permitió desarrollar el sistema de detección a través de ultrasonido como las ballenas y delfines actuales: emitía sonidos para determinar el tamaño, forma, distancia y velocidad de un objeto.

## Descripción

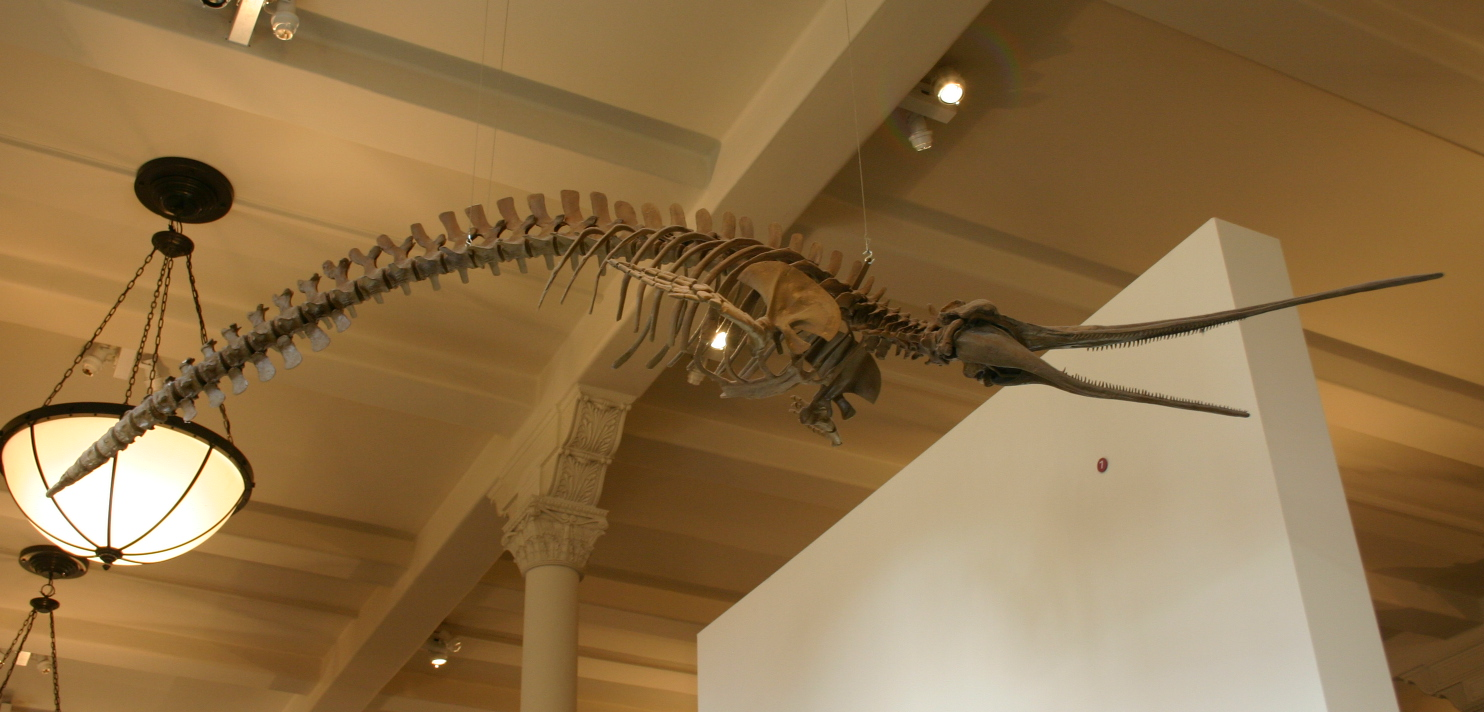
Eurhinodelphis longirostris

Eurhinodelphis tenía alrededor de 2 metros de longitud. El aspecto podría haber sido similar a un delfín o marsopa modernos, excepto por un alargamiento de la mandíbula superior similar al de un pez espada. Probablemente Eurhinodelphis usó este aditamento, para golpear o apuñalar a sus presas. Tenía dientes largos y puntiagudos.
Comparado con el género fósil más primitivo, Eurhinodelphis tenía un oído complejo, lo que sugiere que este animal cazaba mediante ecolocación como los odontocetos modernos. Su cráneo era asimétrico, un carácter encontrado en los delfines modernos, el cual estaba posiblemente asociado con la capacidad de utilizar ecolocación.
Eurhinodelphis estaba relacionado estrechamente con el género Macrodelphinus, que tenía el tamaño de una orca.

## Historia
Eurhinodelphis fue descrito inicialmente por B. Du Bus en un escrito leído ante la Real Academia Para la Ciencia y el Arte de Bélgica el 17 de diciembre de 1867. O. Abel estudió e ilustró este género en una serie de artículos publicados en 1901, 1902 y 1905. Los fósiles encontrados posteriormente en la formación Calvert en Maryland y Virginia podrían ser atribuidos a este género.